# Cidadela de Montevidéu
A Cidadela de Montevidéu foi uma fortaleza militar construída no século XVIII para proteger a cidade de Montevidéu. A construção começou em 1741 e durou mais de quarenta anos. Suas muralhas quadrangulares de granito cinza tinham 6 metros de espessura, com quatro baluartes nos cantos, equipados com 50 canhões, e um fosso externo de 17 metros de largura e 13 metros de profundidade. Foi completamente demolida em 1877 para dar lugar à atual Praça Independência.

## História
Em outubro de 1741, foram lançadas as primeiras pedras para sua construção. Este forte era ligado à cidade pela Porta e, por meio de obras de restauração, encontra-se atualmente instalado em um local semelhante ao seu local original. Esta fortaleza era constituída por um fosso em seu perímetro e uma ponte levadiça em sua entrada, voltada para o que hoje é a Peatonal Sarandí. Sua defesa era priorizada por quatro baluartes em seus cantos. No lado oposto à porta de entrada, havia uma capela, no local onde hoje se ergue o Monumento a José Artigas, visto que a fortificação ocupava metade da área do que hoje é a Praça da Independência.